# 鈴木重家
鈴木 重家（すずき しげいえ）は、平安時代末期から鎌倉時代初期の武将。通称は鈴木三郎。源義経の郎党として治承・寿永の乱の諸戦で活躍し、衣川館で義経と最期を共にした。

## 生涯
熊野地方に勢力を張った熊野三党や熊野八庄司のうちの一家、藤白鈴木氏の当主・鈴木庄司重倫の子として紀州藤白に生まれたが、父は重家がまだ幼いときに源義朝に近仕して平治の乱で敗走・戦死し、重家は叔父の鈴木重善に預けられて育ったという。『義経記』には義経に最期まで従った郎党のひとりとして登場するほか、『源平盛衰記』にも義経郎党として名が見られる。
熊野往還の際に鈴木屋敷に滞在した幼少時代の義経と交流があり、『続風土記』の「藤白浦旧家、地士鈴木三郎」によると弟の亀井重清は佐々木秀義の六男で、義経の命で義兄弟の契りを交わしたとされる。その後、重家は義経が兄・源頼朝の軍に合流する際に請われて付き従ったとされ、治承・寿永の乱では義経に従って一ノ谷の戦い、屋島の戦いなどで軍功を立てて武名を馳せ、壇ノ浦の戦いでは熊野水軍を率いて源氏の勝利に貢献した。平家滅亡後は頼朝から甲州に領地を一所与えられて安泰を得ていたという。
後に義経が頼朝と対立して奥州に逃れた際、義経のことが気にかかり、所領を捨て長年連れ添った妻子も熊野に残して、腹巻（鎧の一種）だけを持って弟の重清、叔父の重善とともに奥州行きを決意し、文治5年（1189年）に奥州に向かった。謡曲『語鈴木』では、この奥州下りの途中に捕らえられて鎌倉の頼朝の前へと連れられた際に、その御前で堂々と義経のぬれぎぬを弁明して頼朝を論破し剛の者と称賛された。
重家の妻・小森御前は、重家が奥州に向かう際は子を身ごもっていたために紀州に残されたが、夫を慕いわずかな家来を連れて後を追った。しかし、平泉に向かう途中に奥州志津川（現・宮城県南三陸町）の地で夫が戦死したことを聞かされ、乳母とともに八幡川に身を投げて自害したとされる。その最期を哀れんだ村人たちが同地に祠を建てたと伝わり、現在でも小森御前社として祀られている。

### 衣川合戦
『義経記』によると、義経主従が奥州高館の衣川館で藤原泰衡の討手の軍勢を待ちうけながら開いた宴のさなかに熊野より到着し、義経より佐藤兄弟（佐藤継信・佐藤忠信）の残した鎧を賜った。文治5年（1189年）閏4月30日、泰衡は500騎の兵をもって、武蔵坊弁慶、重家、重清らわずか10数騎の義経主従を襲撃した（衣川の戦い）。
重家は退く泰衡の郎党・照井太郎高治に｢和君は誰そ｣と声をかけ、｢御内の侍に照井太郎高治｣と名乗った高治に対して「さて和君が主こそ鎌倉殿の郎党よ。和君が主の祖父清衡後三年の戦の時、郎党たりけるとこそ聞け、その子に基衡、その子に秀衡、その子に泰衡、されば我等が殿には五代の相傳の郎党ぞかし。重家は鎌倉殿には重代の侍なり。されば重家が為には合はぬ敵なり。されども弓矢取る身は逢ふ敵、おもしろし、泰衡が内に恥ある者とこそ聞け。それが恥ある武士に後見する事やある。穢しや、止まれ」と言って引き止め、戻ってきた高治は右肩を斬られ引き下がった。重家はその他にも弓手に2騎、右手に3騎を切り伏せ、7、8騎に手傷を負わせたところで自分も痛手を負い、「亀井六郎犬死にするな、重家は今はかうぞ」を最後の言葉に自害した。享年33。
中尊寺境内には重家討死の場所と伝わる｢伝鈴木三郎重家松跡｣があり、特別史跡中尊寺境内飛地指定区域となっている。

## 系譜
宮内庁書陵部蔵『華族系譜61 亀井家』、および『古代氏族系譜集成 中巻』穂積臣系図による。
- 父：鈴木重倫
- 母：越智親清の女
- 生母不明の子女
  - 男子：鈴木重勝
  - 男子：鈴木重次
  - 男子：鈴木重義

生母は河野通信の祖父・越智親清の女とあり、『清良記』にも重家と通信は従兄弟とある。
紀州藤白に残った重次の系統が藤白鈴木氏として続き、宗家は昭和17年（1942年）に最後の当主が病没し断絶したものの、重家以降の藤白鈴木氏からは江梨鈴木氏や雑賀鈴木氏など多くの支流が出て各地で栄えた。
伝承では、伊予土居氏の祖・清行（千代松）は重家の子で、奥州下りの際に河野通信に預けられ紀州牟婁郡土居から土居姓を称したと伝わる。また同じく、重家の子のひとりとされる重染（小太郎）は、父の仇を討つため故郷の紀州から奥州に入り、奥州江刺に到って義経・重家の追福のため鈴木山重染寺を建てたという。このほかに、重家は衣川館で自害せずに現在の秋田県羽後町に落ち延びたという伝承もあり、その子孫とされる鈴木氏の住宅「鈴木家住宅」は国の重要文化財に指定されている。

## 関連作品
- 映画『源九郎義経』（1962年） - 演：楠本健二
- テレビドラマ『源義経』（1966年、NHK大河ドラマ） - 演：名和宏